# Szpieg z moją twarzą
Szpieg z moją twarzą (ang. The Spy with My Face) – amerykański film sensacyjny z 1965 roku bazujący na serialu The Man from U.N.C.L.E..

## Główne role
- Robert Vaughn - Napoleon Solo
- Senta Berger - Serena
- David McCallum - Illya Kuryakin
- Leo G. Carroll - Alexander Waverly
- Michael Evans - Darius Two
- Sharon Farrell - Sandy Wister
- Fabrizio Mioni - Arsene Coria
- Donald Harron - Kitt Kittridge
- Bill Gunn - Namana
- Jennifer Billingsley - Taffy
- Paula Raymond - Dyrektor
- Donna Michelle - Nina

## Fabuła
Organizacja przestępcza TRUSH podstępem uprowadza agenta U.N.C.L.E. Napoleona Solo. Na jego miejsce podstawia agenta, na którym przeprowadzono operację plastyczną, by wyglądał tak samo jak porwany. Ich celem jest zdobycie kodu dostępu do nowo odkrytej śmiercionośnej broni, która może zniszczyć świat. Jednak prawdziwemu Solo udaje się uciec.